# Суворовский (Чечня)
Суво́ровский (чечен. Суворовски)— хутор в Наурском районе Чеченской Республики. Входит в Николаевское сельское поселение.

## Общие сведения
В краеведческих источниках содержится упоминание хутора Суворова, который, как утверждается, находится в степи, на севере от станицы Николаевской (без указания более точного местоположения). Хутор, согласно этим данным, является поселением животноводов и насчитывает около 40 кошар. Его жители якобы являются выходцами из Аргунского ущелья (т.е., чеченцами). Также приводятся данные, что населённый пункт назван в честь полководца Александра Суворова и имеет, кроме того, ещё одно название — Бурунный (не путать с расположенным севернее селом Бурунское).
Неизвестно, в какой мере эти сведения могут соотноситься с хутором Суворовским, который числится в составе Николаевского сельского поселения Наурского района, согласно Общероссийскому классификатору территорий муниципальных образований (96 622 419 116). Примечательно, что на схемах градостроительного зонирования территории сельского поселения хутор Суворовский не отмечен вовсе. В то же время, в готовящихся ежегодно администрацией сельского поселения паспортах-досье на те населённые пункты, что входят в его состав, хутор присутствует. В этих документах, в частности, указано, что датой образования Суворовского является 1959 год, на хуторе насчитывается 29 домовладений (общей площадью более 950 м2, из них 8 — двухквартирных, данные 2012—2013 годов).
По состоянию на 1 января 1990 года хутор Суворовский уже входил в состав Николаевского сельсовета Наурского района Чечено-Ингушской АССР (также в сельсовет входили станица Николаевская, хутора Обильный и Семиколодцев, железнодорожная будка 147 км и пикет 1025). На эту дату хутор имел 336 человек наличного населения.

## Население
| 1990 | 2002 | 2010 |
| ---- | ---- | ---- |
| 336  | ↘182 | ↗268 |

Согласно сведениям последних переписей населения, основное население хутора Суворовского — чеченцы (99 % из общей численности населения в 182 человека по данным переписи 2002 года; 100% по данным переписи 2010 года). Приводимые администрацией Николаевского сельского поселения данные по населению хутора на 1 января 2017 года показывают, что из 250 жителей 248 человек — чеченцы (99,2 %), 2 человека — русские (0,8 %). По половому составу население хутора по состоянию на 2002 год характеризовалось преобладанием мужчин (104 мужчины и 78 женщин).

## Экономика
Паспорт населённого пункта, подготовленный администрацией сельского поселения по состоянию на 1 января 2017 года, демонстрирует животноводческий характер домашних хозяйств жителей хутора. В них содержится 7,9 тыс. овец, 1,3 тыс. голов крупного рогатого скота, в том числе около 500 коров, 100 лошадей. По данным на 1 января 2013 года в хозяйствах жителей Суворовского было также 100 коз.